# Tapsi Hapsi
Tapsi Hapsi (eredeti név: Bugs Bunny) a Warner Bros. közismert rajzfilmfigurája. 
Az amerikai rajzfilm-börleszk egyik neves alakja.
Először 1938. április 30-án jelent meg. Alkotói Ben Hardaway, Tex Avery és Bob Clampett. A Bolondos dallamok rajzfilmsorozat sztárja. Minden egyes epizód végén ezt mondja: „Ez van srácok!” Eredeti hangja Mel Blanc, magyar hangja: Harkányi Endre/Bor Zoltán, majd később Barát Attila.

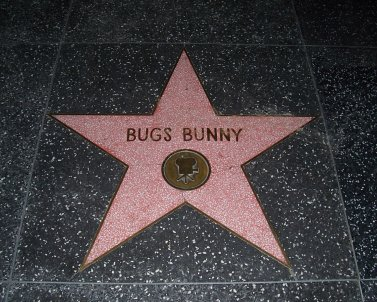
Tapsi Hapsi csillaga a Walk of Fame-en

## Jellemzés
Tapsi Hapsi egy nyúl, aki folyton idegesítő megjegyzéseket fűz mindenhez. A „Mi a hézag, hapsikám?” (What's up, doc?) megjegyzés a védjegyévé vált. A bundája színe szürkés, a bojtos farka, arca és füle pedig fehér. Folyamatosan sárgarépát rágcsál. Ha néha tudatlannak is tűnik, nagyon agyafúrt, mindenkit legyőz, aki az útjába áll.